# Sliema Rangers FC
Sliema Rangers FC – nieistniejący maltański klub piłkarski z siedzibą w Sliemie, funkcjonujący w latach 1918–1939, a następnie połączony z Sliema Wanderers.

## Historia
Chronologia nazw:
- 1918: Sliema Rangers FC
- 1931: Sliema Hotspurs FC
- 1932: Sliema Rangers FC
- 1939: fuzja z Sliema Wanderers

Sliema Rangers FC założono w 1918 r.. W sezonie 1920/21 zespół startował w First Division, zajmując 6. miejsce, w 1921/22 był drugi, a sezon 1922/23 ponownie zakończył na 6. pozycji. W sezonie 1922/23 osiągnął swój największy sukces zdobywając brązowe medale mistrzostw kraju. W sezonie 1925/26 zajął ostatnie 7. miejsce i spadł z najwyższej klasy rozgrywek. Po roku wrócił do First Division, gdzie ponownie został sklasyfikowany na ostatniej 7. pozycji i pożegnał się z rozrywkami pierwszoligowymi. W sezonie 1929/30 grał w First Division, zajmując 4. lokatę, ale już w następnym sezonie nie występował w rozgrywkach najwyższego poziomu. W sezonie 1931/32 przyjął nazwę Sliema Hotspurs FC i był trzecim w końcowej klasyfikacji. W następnym sezonie wrócił do pierwotnej nazwy i znów zajął 3. miejsce w First Division. W sezonie 1933/34 nie uczestniczył w rozgrywkach najwyższej klasy. Sezon 1934/35 drużyna zakończyła na 4. pozycji I dywizji, ale potem już nie występowała w najwyższej klasie. W 1939 r. Sliema Rangers został rozformowany, łącząc się z Sliema Wanderers.

## Sukcesy

### Trofea krajowe
| \| \| Zdobyte trofea w rozgrywkach Malty (stan na: 31-05-2017) \| |                                                          |      |                           |
| Rozgrywki                                                         | Osiągnięcie                                              | Razy | Sezon(y)                  |
| Mistrzostwo                                                       | I miejsce                                                | 0    |                           |
| Mistrzostwo                                                       | II miejsce                                               | 0    |                           |
| Mistrzostwo                                                       | III miejsce                                              | 3    | 1922/23, 1931/32, 1932/33 |
| Puchar                                                            | zdobywca                                                 | 0    |                           |
| Puchar                                                            | finalista                                                | 0    |                           |
| Malta                                                             | Zdobyte trofea w rozgrywkach Malty (stan na: 31-05-2017) |      |                           |

## Stadion
Domowe mecze drużyna rozgrywała na stadionie Empire w Gżirze.